# Kārlis Balodis
Kārlis Eduards Balodis (* 6. Augustjul. / 19. August 1905greg. in Ikšķile; † 7. Dezember 1972) war ein lettischer Fußballspieler.

## Karriere
Kārlis Balodis spielte in seiner Vereinskarriere mindestens von 1928 bis 1929 für den FK Amatieris aus Riga. In den Spielzeiten 1928 und 1929 wurde er mit der Mannschaft Tabellendritter und -vierter. 
Im Juli 1928 debütierte Balodis in der lettischen Nationalmannschaft in einem Länderspiel gegen Litauen während des Baltic Cup 1928. Mit der lettischen Landesauswahl gewann er das Turnier und nahm ein Jahr später nochmals an dem Ländervergleich teil.

## Erfolge
mit Lettland:
- Baltic Cup: 1928

## Sonstiges Leben
Balodis war von 1919 bis 1937 Soldat in der Lettischen Armee. Neben dem Sport musizierte er in seinem Regimentsorchester. Während des Zweiten Weltkriegs wurde Balodis in die Lettische Legion eingezogen und emigrierte später nach Kanada, wo 1955 seine Frau Lūcija starb.